# Dactylanthias baccheti
Dactylanthias baccheti is een straalvinnige vissensoort uit de familie van zaag- of zeebaarzen (Serranidae). De wetenschappelijke naam van de soort werd voor het eerst geldig gepubliceerd in 2007 door Randall.